# ارتش هشتم (بریتانیا)
ارتش هشتم بریتانیا (انگلیسی: Eighth Army) ارتش میدانی نیروی زمینی بریتانیا بود، که در فاصله سالهای ۱۹۴۱ تا ۱۹۴۵ در خلال جنگ جهانی دوم فعالیت می‌کرد.
این ارتش در ۱۰ سپتامبر ۱۹۴۱ در مصر به عنوان ارتش غربی تشکیل شد، قبل از اینکه به ارتش نیل و سپس در ۲۶ سپتامبر به ارتش هشتم تغییر نام دهد. این ارتش برای کنترل بهتر نیروی رو به رشد متفقین مستقر در مصر و هدایت تلاش‌های آن برای لغو محاصره طبرق از طریق عملیات صلیبی ایجاد شد.
بعداً نیروهای متفقین را در طول درگیری‌های باقی‌مانده از کارزار صحرای غربی هدایت کرد، بر بخشی از تلاش‌های متفقین در طول کارزار تونس نظارت داشت و سرانجام در طول کارزار ایتالیا، رهبری نیروها را بر عهده داشت. در طول سال ۱۹۴۳، این ارتش بخشی از گروه ارتش هجدهم را تشکیل می‌داد و سپس به گروه ارتش پانزدهم (که بعدها ارتش‌های متفقین در ایتالیا نام گرفت) پیوست.
در طول کارزارهای خود، این ارتش یک نیروی چندملیتی بود و واحدهای آن از کشورهای استرالیا، هند بریتانیا، کانادا، چکسلواکی، قبرس، نیروهای فرانسه آزاد، یونان، نیوفاندلند، نیوزیلند، لهستان، رودزیا، آفریقای جنوبی، موریس و همچنین بریتانیا آمده بودند. تشکیلات مهمی که این ارتش کنترل می‌کرد شامل سپاه‌های پنجم، دهم، سیزدهم و سی‌ام بریتانیا و همچنین سپاه اول کانادا و سپاه دوم لهستان بود.